# Pokopališče Džalan

Pokopališče Džalan (kitajsko: 栅栏墓地; pinjin: ténggōng zhàlan) tudi samo Džalan, oziroma Džalansko pokopališče, je nekdanje pokopališče, ki je danes zaprto za pogrebe, a je bilo namenjeno za člane Družbe Jezusove v Pekingu. V novejšem času je bilo na njem pokopanih tudi nekaj laikov. Jezuitom so ga v začetku 17. stoletja pri koncu vladarske hiše Ming podarili za pokop prvega tujca v Pekingu, Mattea Riccija. Trenutna postavitev predstavlja obnovljene izvirno izklesane nagrobnike, ki so ostali po viharnih dogodkih, ki jih je obeležila boksarska vstaja, začetki Mao Cetungovega komunizma okrog 1950 in potem od njega usmerjana kulturna revolucija. Veliko spomenikov je bilo uničenih, drugi pa so bili razbiti ali oskrunjeni. 

## Burna zgodovina
Matteo Ricci si je želel biti pokopan v Prepovedanem mestu v Pekingu, ker bi to bila redka čast za nekitajca in priznanje Katoliške Cerkve v Cesarstvu. Do takrat so namreč vse kristjane, ki so umrli na ozemlju Celinske Kitajske, pokopavali v portugalski koloniji Makav.

### Začetki pokopališča
Ko je o. Matteo umrl 11. maja 1610, je cesar Vanli pooblastil Pantoja, naj uredi pokopališče. V poštev je prišlo malo prej podržavljeno zemljišče skopljenca, ki je padel v cesarsko nemilost. Ležalo je zunaj Fučengmenskih vrat, ki so vodila do Pekingškega gradu.
Prvi Evropejec, ki so ga smeli pokopati na tem novem pokopališču, je bil jezuit in duhovnik Ricci. Sam pogreb je potekal 22. aprila 1611 s sprevodom, ki se je začel tam, kjer danes stoji jezuitska Stolnica Brezmadežnega spočetja. Riccijeva truga je bila izpostavljena v pokopališki kapeli nekaj mesecev, preden je niso dokončno pokopali novembra 1611.
Druge jezuite so pokopavali na pokopališču naslednja leta. Leta 1654 je Johann Adam Schall von Bell dosegel od cesarja Šundžija možnost, da je lahko pokopališče razširil in je bil tudi sam pokopan na njem v letu 1666.
Ko je Klemen XIV. dal 1773 Družbo Jezusovo zatreti, je skrbela za pokopališče misijonska družba lazaristov, nato arhimandrit kitajske pravoslavne Cerkve; po prihodu Mao Cetunga na oblast je bilo pokopališče podržavljeno; na koncu pa zopet vrnjeno Katoliški Cerkvi.

### Nemirno 20. stoletje
Med boksarsko vstajo, ki je bila usmerjena ne le zoper kristjane, ampak zoper vse tujce, so uporniki leta 1900 pokopališče razdejali in niso pustili pri miru niti kosti pokojnih jezuitov, ampak so jih razmetali vsenaokrog. Njegova obnova, ki jo je določil boksarski sporazum, je vključevala uokvirjanje s trdno opeke nekaterih občutljivih in nežno izrezljanih nagrobnikov. Istočasno je vlada morala omogočiti katoličanom v bližini postavitev Marijine cerkve (Mavejgov Church).
Po drugi svetovni vojni, zaradi spleta nenavadnih okoliščin, napada Japoncev, ki so uničili odporniško gibanje Kuomintang, podpore Sovjetov in umika Američanov,so prišli na oblast Mao Cetungovi komunisti. Le-ti so sredi petdesetih let umaknili na stotine katoliških spomenikov na področje Šibejvang v okraju Peking. Tukaj je zdaj Katoliško pokopališče (angleško Catholic Cemetery; kitajsko: 北京天主教陵園). Na prejšnjem pokopališču so postavili Partijsko šolo, ki se je preimenovala v Upravno ustanovo Peking.
Zaradi zgodovinske pomembnosti pa so vendarle pustili pri miru in na prvotnem zemljišču spomenike jezuitov Riccija, Schalla in Verbiesta. Vse druge spomenike so prepeljali in jih postavili nasproti zidu Mavejgovške cerkve. 

#### Kulturna revolucija
Še težja preizkušnja je bila tako imenovana kulturna revolucija, ki pa ni bila naperjena samo proti »Zahodnjakom« in proti »stari partijski gardi« in njeni miselnosti, ampak tudi proti vsej »nazadnjaški« kulturni dediščini: ne le »zahodno-kapitalistični«, ampak tudi kitajski. Mlada »rdeča garda« je načrtno ali priložnostno preganjala in onemogočala ljudi s »staro miselnostjo«; po približnih ocenah je pomorila milijon ljudi. Obenem pa je strastno uničevala dragocene zgodovinske spomenike, ki jih na Kitajskem ni manjkalo.
Tako je starodavno pokopališče postalo zopet tarča napadov. Rdeča garda je dala tajniku Partijske šole tri dni odloga za uničenje spomenikov. Ko so se vrnili in so videli spomenike še stati, jih je prepričal, naj skopljejo zanje jamo in jih spravijo za vedno v zemljo. To je preprečilo njihovo uničenje in zagotovilo njihovo ohranitev do danes.
Cerkev Mavejgov pa so vendarle oskrunili in razdejali leta 1974.

#### Izkop spomenikov
Ko se je zamenjalo vodstvo, se je vsaj za nekaj časa unesla tudi politika. Konec sedemdesetih let je Deng Šjaoping (Deng Xiaoping) dovolil obnovitvena dela na Riccijevem grobu. Izkopali so spomenike Riccija, Schalla in Verbiesta ter jih znova postavili na njihovo domnevno prvotno mesto. Leta 1984 so v ograjenem delu ponovno postavili 60 dodatnih izvirnih nagrobnikov, od katerih 14 kitajskih spreobrnjencev in 46 evropskih misijonarjev.

## Znameniti obiskovalci
Jean-Luc Dehaene, Valéry Giscard d'Estaing, Sergio Mattarella, Giorgio Napolitano, Jorge Sampaio, Oscar Luigi Scalfaro in Miloš Zeman so pomembnejši med mnogimi tujimi dostojanstveniki, ki so obiskali Džalansko pokopališče v spremstvu svojih kitajskih gostiteljev.

## Seznam spomenikov

### Imena nagrobnikov po narodnosti

#### AvstrijciinNemci
1. Adam Schall
2. Xavier-Ehrenbert Fridelli
3. Anton Gogeisl
4. Ignaz (Ignatius) Kögler
5. Johann Terrenz
6. Kilian Stumpf
7. Kaspar Castner

#### BelgijcioziromaFlamci
1. Ferdinand Verbiest
2. Antoine Thomas

#### Čehi
1. Florian Joseph Bahr
2. Karl Slaviček
3. Ignaz Sichelbarth
4. Frantz Tilisch
5. Johann Walter (katoliški duhovnik)

#### Francozi
1. Charles Dolzé
2. Pierre Frapperie
3. Pierre Jartoux
4. Bernard Rhodes
5. Louis de Pernon
6. Pierre Vincent de Tartre
7. Guillaume Bonjour-Favre
8. Charles de Broissia

#### Italijani
1. Matteo Ricci
2. Giacomo Rho
3. Lodovico Buglio
4. Fernando Bonaventura Moggi
5. Giuseppe Castiglione
6. Giacomo Antonini
7. Giovanni da Costa
8. Eusebio da Cittadella
9. Angelo da Borgo San Siro
10. Crescenzio Cavalli
11. Giuseppe Francesco della Torre, Battistini

#### Kitajci
1. Jean-François Xavier Régis
2. João de Seixas
3. Francisco-Xavier a Rosário
4. Ignatius Xu
5. Louis Fan
6. John Hou
7. Paulo Soeiro
8. José Saraiva
9. José de Aguilar
10. Giovanni Simonelli
11. Paul Li (škofijski duhovnik)
12. António Durante (škofijski duhovnik)
13. Paul av Korset (škofijski duhovnik)
14. João a Remediis (škofijski duhovnik)
15. F.M. Huang

#### Portugalci
1. António de Magalhães
2. Félix da Rocha
3. José Suarez
4. Gabriel de Magalhães
5. Manuel de Matos
6. João Francisco Cardoso
7. Bartolomeu de Azevedo
8. Paulo de Mezquita
9. Carlos de Rezende
10. João d'Espinha
11. Inácio Francisco
12. Francisco Simões
13. Domingo Joaquim Ferreira

#### Slovenci
1. Avguštin pl. Hallerstein

#### Švicarji
1. Frantz Stadlin

### Pokopani na Džalanu
To je najpopolnejši seznam v kitajščini in vsebuje 80 imen; med njimi je tudi en Slovenec. Z lahkoto razberemo ime, priimek ter letnico rojstva in smrti.
| 中文名           | 外文名                         | 国籍       | 生年   | 卒年   | 修会             |
| ---------------- | ------------------------------ | ---------- | ------ | ------ | ---------------- |
| 利玛窦           | Matteo Ricci                   | 意大利     | 1552年 | 1610年 | 耶稣会           |
| 邓玉函           | Johann Schreck                 | 德國       | 1576年 | 1630年 | 耶稣会           |
| 罗雅谷           | Giacomo Rho                    | 意大利     | 1593年 | 1630年 | 耶稣会           |
| 龙华民           | Nicholas Longobardi            | 意大利     | 1559年 | 1654年 | 耶稣会           |
| 郭多明           | Dominique Coronatus            | 西班牙     |        | 1664年 | 多明我会         |
| 汤若望           | Johann Adam Schall von Bell    | 德国       | 1591年 | 1666年 | 耶稣会           |
| 郑玛诺           | Emmanuel de Sequeira           | 中国       | 1633年 | 1673年 | 耶稣会           |
| 安文思           | Gabriel de Magalhāes           | 葡萄牙     | 1609年 | 1677年 | 耶稣会           |
| 利类思           | Lodovico Buglio                | 意大利     | 1606年 | 1682年 | 耶稣会           |
| 南怀仁           | Ferdinand Verbiest             | 比利时     | 1623年 | 1688年 | 耶稣会           |
| 郭天爵           | Francisco Simois               | 葡萄牙     | 1650年 | 1694年 | 耶稣会           |
| 翟敬臣           | Charles Dolze                  | 法国       | 1663年 | 1701年 | 耶稣会           |
| 南光国           | Louis Pernon                   | 法国       | 1663年 | 1702年 | 耶稣会           |
| Predloga:Link-no | Pierre Frapperie               | 法国       | 1664年 | 1703年 | 耶稣会           |
| Predloga:Link-no | Jean-Charles de Broissia       | 法国       | 1660年 | 1704年 | 耶稣会           |
| 徐日升           | Thomas Pereira                 | 葡萄牙     | 1645年 | 1708年 | 耶稣会           |
| 安多             | Antoine Thomas                 | 比利时     | 1644年 | 1709年 | 耶稣会           |
| Predloga:Link-en | Caspar Castner                 | 德国       | 1665年 | 1709年 | 耶稣会           |
| 闵明我           | Philippus Maria Grimaldi       | 意大利     | 1639年 | 1712年 | 耶稣会           |
| 山遥瞻           | Guillaume Bonjour              | 法国       | 1670年 | 1714年 | 奥斯定会         |
| 罗德先           | Bernard Rhodes                 | 法国       |        | 1715年 | 耶稣会           |
| 杨秉义           | Francois Tillisch              | 奥地利     | 1667年 | 1716年 | 耶稣会           |
| 陆伯嘉           | Jacques Brocard                | 法国       | 1661年 | 1718年 | 耶稣会           |
| 纪理安           | Kilian Stumpf                  | 德国       | 1655年 | 1720年 | 耶稣会           |
| 杜德美           | Pierre Jartoux                 | 法国       | 1668年 | 1721年 | 耶稣会           |
| 麦大成           | Jean Francisco Cavdoso         | 葡萄牙     | 1676年 | 1723年 | 耶稣会           |
| 陆安             | Angelo de Burgo                | 意大利     |        | 1723年 | 圣方济各会       |
| 汤尚贤           | Pierre Vincent de Tartre       | 法国       | 1669年 | 1723年 | 耶稣会           |
| 麦有年           | Paulo de Mesquita              | 葡萄牙     | 1696年 | 1729年 | 耶稣会           |
| 张安多           | Antoin de Magalhaen            | 葡萄牙     | 1677年 | 1735年 | 耶稣会           |
| 严嘉乐           | Charles Slaviczek              | 捷克       | 1678年 | 1735年 | 耶稣会           |
| 何天章           | Francios Xavier a Rosario      | 中国       | 1667年 | 1736年 | 耶稣会           |
| 苏霖             | Joseph Suarez                  | 葡萄牙     | 1656年 | 1736年 | 耶稣会           |
| 夏真多           | Hyacintvs Tordanvs             | 意大利     | 1693年 | 1736年 | 十字会           |
| 任重道           | Jacques Antoini                | 意大利     | 1701年 | 1739年 | 耶稣会           |
| Predloga:Link-de | Franz Ludwig Stadlin           | 瑞士       | 1658年 | 1740年 | 耶稣会           |
| 张中一           | Sera Finvsa                    | 意大利     | 1693年 | 1742年 | 圣奥斯定会       |
| Predloga:Link-en | Xavier Ehrenbert Fridelli      | 奥地利     | 1673年 | 1743年 | 耶稣会           |
| 徐懋德           | Andreas Pereira                | 葡萄牙     | 1690年 | 1743年 | 耶稣会           |
| 吴直方           | Barthelemy de Azevedo          | 葡萄牙     | 1718年 | 1745年 | 耶稣会           |
| 高嘉乐           | Charles de Rezende             | 葡萄牙     | 1664年 | 1746年 | 耶稣会           |
| 戴进贤           | Ignaz Kögler                   | 德国       | 1680年 | 1746年 | 耶稣会           |
| 德理格           | Teodoricus Pedrini             | 意大利     | 1671年 | 1746年 | 圣味增爵会       |
| 罗怀忠           | Jean-Joseph de Costa           | 意大利     | 1679年 | 1747年 | 耶稣会           |
| 马德昭           | Antoine Gomesz                 | 葡萄牙     | 1705年 | 1751年 | 耶稣会           |
| 孙觉人           | Joseph de Aguiar               | 中国       | 1714年 | 1752年 | 耶稣会           |
| 樊守义           | Louis Fan                      | 中国       | 1682年 | 1753年 | 耶稣会           |
| 许立正           | Ignatius Hiu                   | 中国       | 1697年 | 1757年 | 耶稣会           |
| 索智能           | Polycarpus de Sousa            | 葡萄牙     | 1697年 | 1757年 | 耶稣会           |
| 鲁仲贤           | Jean Walter                    | 捷克       | 1708年 | 1759年 | 耶稣会           |
| Predloga:Link-no | Fernando Bonaventura Moggi     | 意大利     | 1684年 | 1761年 | 耶稣会           |
| 罗启明           | Emmanuel de Mottos             | 葡萄牙     | 1625年 | 1764年 | 耶稣会           |
| 郎世宁           | Giuseppe Castiglione           | 意大利     | 1688年 | 1766年 | 耶稣会           |
| 沈东行           | Joseph Saraiva                 | 中国       | 1709年 | 1766年 | 耶稣会           |
| Predloga:Link-de | Florian Bahr                   | 德国       | 1706年 | 1771年 | 耶稣会           |
| Predloga:Link-de | Anton Gogeisl                  | 德国       | 1701年 | 1771年 | 耶稣会           |
| 侯钰             | John Hou                       | 中国       | 1744年 | 1773年 | 耶稣会           |
| Predloga:Link-sl | Ferdinand Avguštin Hallerstein | 斯洛文尼亚 | 1703年 | 1774年 | 耶稣会           |
| 黄之汉           | Philip Maria Huang             | 中国       | 1712年 | 1776年 | 耶稣圣家会       |
| 陈圣修           | Jean-Francois Xavier           | 中国       | 1713年 | 1776年 |                  |
| 艾启蒙           | Ignaz Sichelbarth              | 捷克       | 1708年 | 1780年 | 耶稣会           |
| 傅作霖           | Felix da Rocha                 | 葡萄牙     | 1713年 | 1781年 | 耶稣会           |
| 林德瑶           | Jean de Sexas                  | 葡萄牙     | 1710年 | 1785年 | 耶稣会           |
| 艾若翰           | Joseph Simonelli               | 中国       | 1714年 | 1785年 | 耶稣会           |
| 叶宗孝           | Eusebio da Cittadella          | 意大利     |        | 1785年 | 圣方济各会       |
| 哆啰             | Giuseppe Francisco della Torre | 意大利     |        | 1785年 | 圣若翰保弟斯大会 |
| 高慎思           | José d'Espinha                 | 葡萄牙     | 1722年 | 1788年 | 耶稣会           |
| 伊克肋森         | Crescenzio Cavalli             | 意大利     |        | 1791年 | 圣方济各会       |
| 张伊纳爵         | Inacio Francisco               | 葡萄牙     |        | 1792年 | 耶稣会           |
| 吴若翰           | John a Remediis                | 中国       | 1764年 | 1793年 |                  |
| 崔保禄           | Paul Soeiro                    | 中国       | 1724年 | 1795年 | 耶稣会           |
| 傅安多尼         | Anthony Duarte                 | 中国       |        | 1799年 |                  |
| 李保禄           | Paul of the Cross              | 中国       | 1761年 | 1802年 |                  |
| 索若瑟           | Josephus Bernardus de Almeida  | 葡萄牙     | 1728年 | 1805年 | 耶稣会           |
| Predloga:Link-pt | Alexandre de Gouveia           | 葡萄牙     | 1751年 | 1808年 | 圣方济各会       |
| 福文高           | Dominic Joachim Ferreyra       | 葡萄牙     |        | 1824年 | 圣味增爵会       |
| 李拱辰           | Joseph Nunez Ribeiro           | 葡萄牙     | 1767年 | 1826年 |                  |
| 毕敬穷           | Gaietanus Pires Pereira        | 葡萄牙     | 1764年 | 1838年 | 圣味增爵会       |
| 张多默           | Tchang Thomas                  | 中国       | 1788年 | 1851年 | 圣味增爵会       |
| 蓝保禄           | Pauous Lan                     | 中国       | 1833年 | 1883年 | 圣味增爵会       |
| 裴亚伯尔多安当   | Albertus Antonius Periernatus  | 法国       | 1871年 | 1894年 | 圣味增爵会       |
| 李保禄           | Paul Ly                        | 中国       | 1860年 | 1895年 | 基督会           |
| 文安多尼         | Antonius Chavanne Gallus       | 法国       | 1862年 | 1900年 | 圣味增爵会       |